# ماتارام

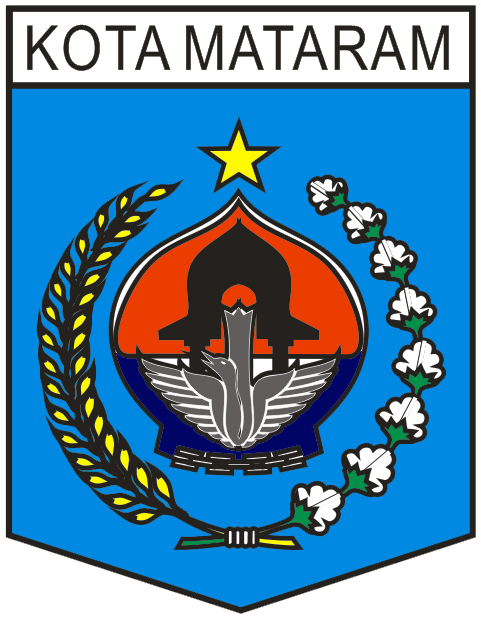

ماتارام (اندونزیایی: Kota Mataram) یکی از شهرهای منطقهٔ لومبوک غربی در ضلع غربی جزیرهٔ لومبوک اندونزی است.
این شهر پایتخت و بزرگ‌ترین شهر سوندای غربی است و جمعیت آن در سال ۲۰۰۵ بالغ بر ۳۴۲٬۸۹۶ نفر برآورد شده‌است.
ماتارام از ترکیب ۳ شهر کوچک تشکیل یافته‌است. این شهرها از سمت غرب به شرق عبارتند از: آمپنان، ماتارام و کاکرانگارا. این ۳ شهر مستقل از یک‌دیگرند؛ ولی در امتداد هم قرار گرفته‌اند.
آمپنان یک شهر تاریخی و بندری است؛ ماتارام مرکز اداری و حکومتی استان است و کاکرانگارا بزرگ‌ترین مرکز اقتصادی در جزیرهٔ لومبوک به‌شمار می‌رود.
ماتارام به ۶ بخش عمده به نام‌های آمپنان، کاکرانگارا، ماتارام، پجانگگیک، سلاپارانگ و سکاربلا تقسیم شده‌است. فرودگاه سلاپارانگ و بندر لمبار از مهم‌ترین امکانات خدماتی این شهر محسوب می‌شود.
ماتارام در نزدیکی ساحل غربی لومبوک واقع شده‌است؛ از همین‌روی این شهر به ساحل سنگگیگی بسیار نزدیک است.